# Downers Grove
Downers Grove is een plaats (village) in de Amerikaanse staat Illinois, en valt bestuurlijk gezien onder DuPage County.

## Demografie
Bij de volkstelling in 2000 werd het aantal inwoners vastgesteld op 48.724. In 2006 is het aantal inwoners door het United States Census Bureau geschat op 49.136, een stijging van 412 (0,8%).

## Geografie
Volgens het United States Census Bureau beslaat de plaats een oppervlakte van 36,9 km², geheel bestaande uit land.

## Plaatsen in de nabije omgeving
De onderstaande figuur toont nabijgelegen plaatsen in een straal van 8 km rond Downers Grove.

## Geboren
- David Mott (1945), componist, muziekpedagoog, fluitist en baritonsaxofonist
- Denise Richards (1971), actrice
- Eric Lichaj (1988), voetballer
- Sandi Morris (1992), atlete